# Puritán tanítók
A Puritán tanítók egy 21. század eleji magyar könyvsorozat, amely a kolozsvári Koinónia Kiadó gondozásában – egy általános bevezető kivételével – 17-18. századi protestáns keresztény angol és skót teológusok műveiből ad magyar nyelven válogatást.

## Kötetei
1998–2008 között 12 kötete jelent meg.
| Kötetszám   | Szerző, közreműködők | Kötetcím                                                          | Kiadási év |
| ----------- | --- | ----------------------------------------------------------------- | ---------- |
| I. kötet    | Joseph Alleine (1634–1668); ford. Szűcs Terézia | Üdvösségre vezérlő kalauz – Megtérésre sürgető intelmek           | 1998       |
| II. kötet   | Thomas Watson (1620–1686); ford., előszó, jegyz. Molnár Sára | A bűnbánat                                                        | 1999       |
| III. kötet  | William Guthrie (1620–1665); ford. Benő Attila | A keresztyén ember öröksége                                       | 2000       |
| IV. kötet   | James I. Packer (1926–); ford., jegyz. Pásztor Péter | A megújulás teológiája – Bevezetés az angol puritanizmus világába | 2000       |
| V. kötet    | Richard Baxter (1615–1691); ford. Boros Attila | A megújult lelkipásztor                                           | 2001       |
| VI. kötet   | Jonathan Edwards (1703–1758); ford. ifj. Adorján Kálmán | Ébredés az egyházban                                              | 2001       |
| VII. kötet  | Samuel Rutherford (1600–1661); ford. Bálint Ágnes et al. | Levelek                                                           | 2002       |
| VIII. kötet | Thomas Boston (1676–1732); ford. Kállay Enikő | Az emberhalászat művészete – Az evangelizáció puritán szemlélete  | 2003       |
| IX. kötet   | William Bridge (1600–1670); ford. Pásztor Péter | Vigasztalás csüggedőknek                                          | 2003       |
| X. kötet    | Thomas Watson (1620–1686) – Joseph Alleine (1634–1668) – Edmund Calamy (1600–1666) – Richard Vines (1600–1656) – Thomas Wadsworth (1630–1676); ford. Gálfalvy Ágnes                | Az Úrvacsora                                                      | 2004       |
| XI. kötet   | Thomas Watson (1620–1686): Az egy szükséges dolog – Samuel Bolton (1606–1654): A legnagyobb gonosz: a bűn – Nathaniel Vincent (1639–1697): A bűnös megtérése; ford. Adorján Kálmán | A megtérés                                                        | 2004       |
| XII. kötet  | Samuel Davies (1723–1761) et al.; ford. Mihály Zsuzsanna | Az istenfélő család                                               | 2008       |